# Utgård
Utgård ist eine Ortschaft in der norwegischen Kommune Hvaler in der Provinz (Fylke) Østfold. Der Ort hat 338 Einwohner (Stand: 1. Januar 2024).

## Geografie
Utgård ist ein sogenannter Tettsted, also eine Ansiedlung, die für statistische Zwecke als eine städtische Siedlung gewertet wird. Der Ort liegt in der südostnorwegischen Inselkommune Hvaler. Utgård befindet sich im Süden der Insel Vesterøy an der Bucht Utgårdkilen. Diese liegt an der Küste des Nordseeabschnitts Skagerrak.

## Wirtschaft und Infrastruktur
Aus dem Norden der Insel führt der Fylkesvei 1118 nach Utgård. Der Hafen von Utgård ist der größte Fischerhafen an der norwegischen Skagerrakküste.